# Liste des évêques de Maiduguri
Liste des évêques de Maiduguri
(Dioecesis Maiduguriensis)
La préfecture apostolique nigériane de Maiduguri est créée le 29 juin 1953 par détachement de celle de Jos.
Elle est érigée en évêché le 7 juin 1966.

## Est préfet apostolique
- 5 juillet 1962-7 juin 1966 : James-Timothy Cotter (James-Thimothy Kieran Cotter)

## Puis sont évêques
- 7 juin 1966-15 mars 1988 : James-Thimothy Cotter (James-Thimothy Kieran Cotter), promu évêque.
- 15 mars 1988-18 septembre 1993 : siège vacant
- 18 septembre 1993-28 février 2003 : Senan O'Donnell (Senan Louis O'Donnell)
- 28 février 2003-16 novembre 2007 : Matthew Ndagoso (Matthew Man-oso Ndagoso), devient archevêque de Kaduna.
- 16 novembre 2007-6 juin 2009 : siège vacant
- depuis le 6 juin 2009 : Oliver Doeme (Oliver Dashe Doeme): Un de ses principaux champs d'action est la lutte contre la corruption[1].

## Sources
- L'ANNUAIRE PONTIFICAL, sur le site http://www.catholic-hierarchy.org, à la page